# Uchańska
Uchańska – część wsi Wojsławice w Polsce położona w województwie lubelskim, w powiecie chełmskim, w gminie Wojsławice.
W latach 1975–1998 Uchańska należała administracyjnie do województwa chełmskiego.